# Hokusai Katsushika
Hokusai Katsushika (jap. 葛飾 北斎 Katsushika Hokusai), znany głównie pod imieniem Hokusai (ur. 31 października 1760 w Edo (obecnie Tokio), zm. 10 maja 1849 tamże) – jeden z najwybitniejszych i najpłodniejszych japońskich malarzy i twórców barwnych drzeworytów w stylu ukiyo-e.

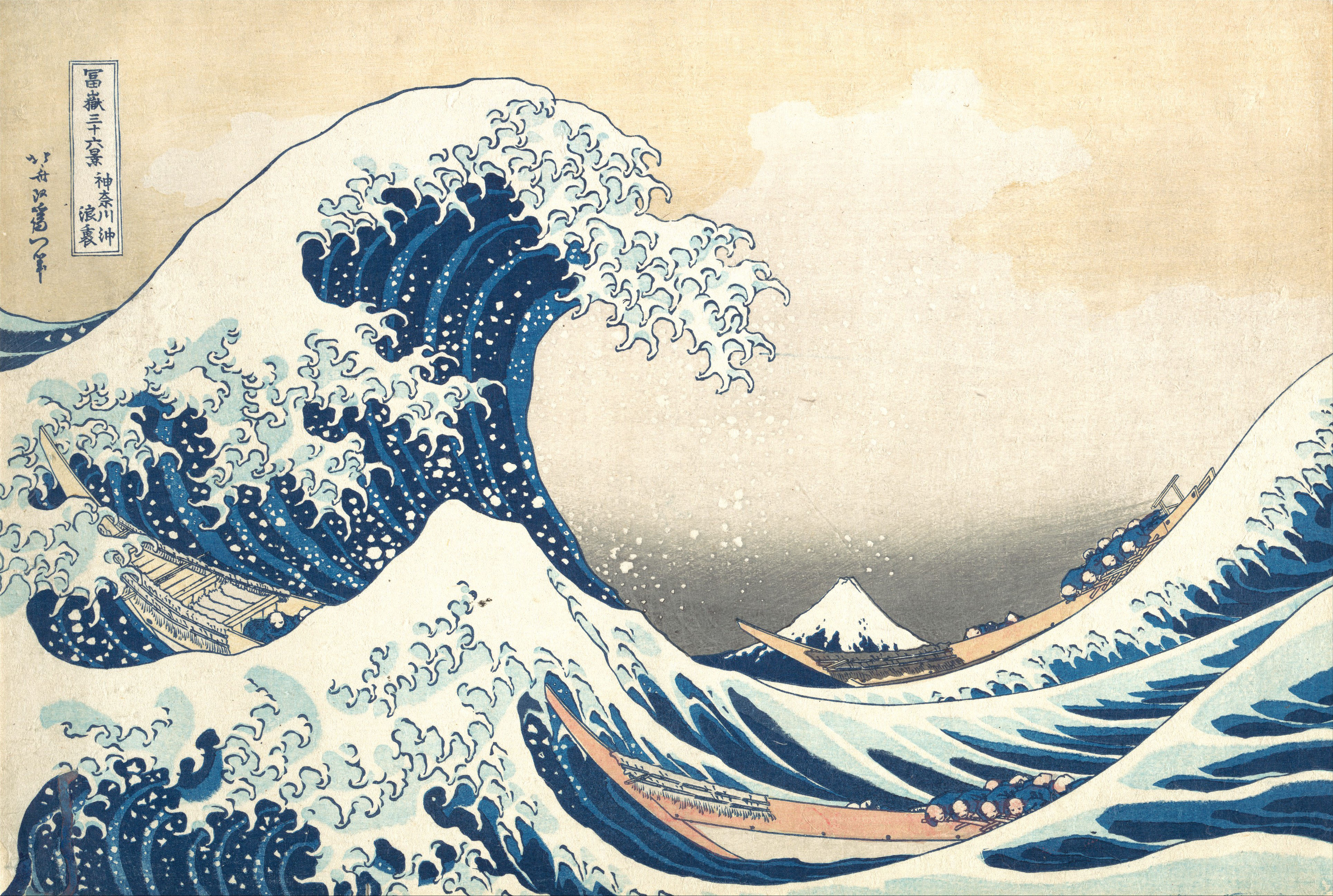
Drzeworyt Wielka fala w Kanagawie z cyklu 36 widoków na górę Fuji

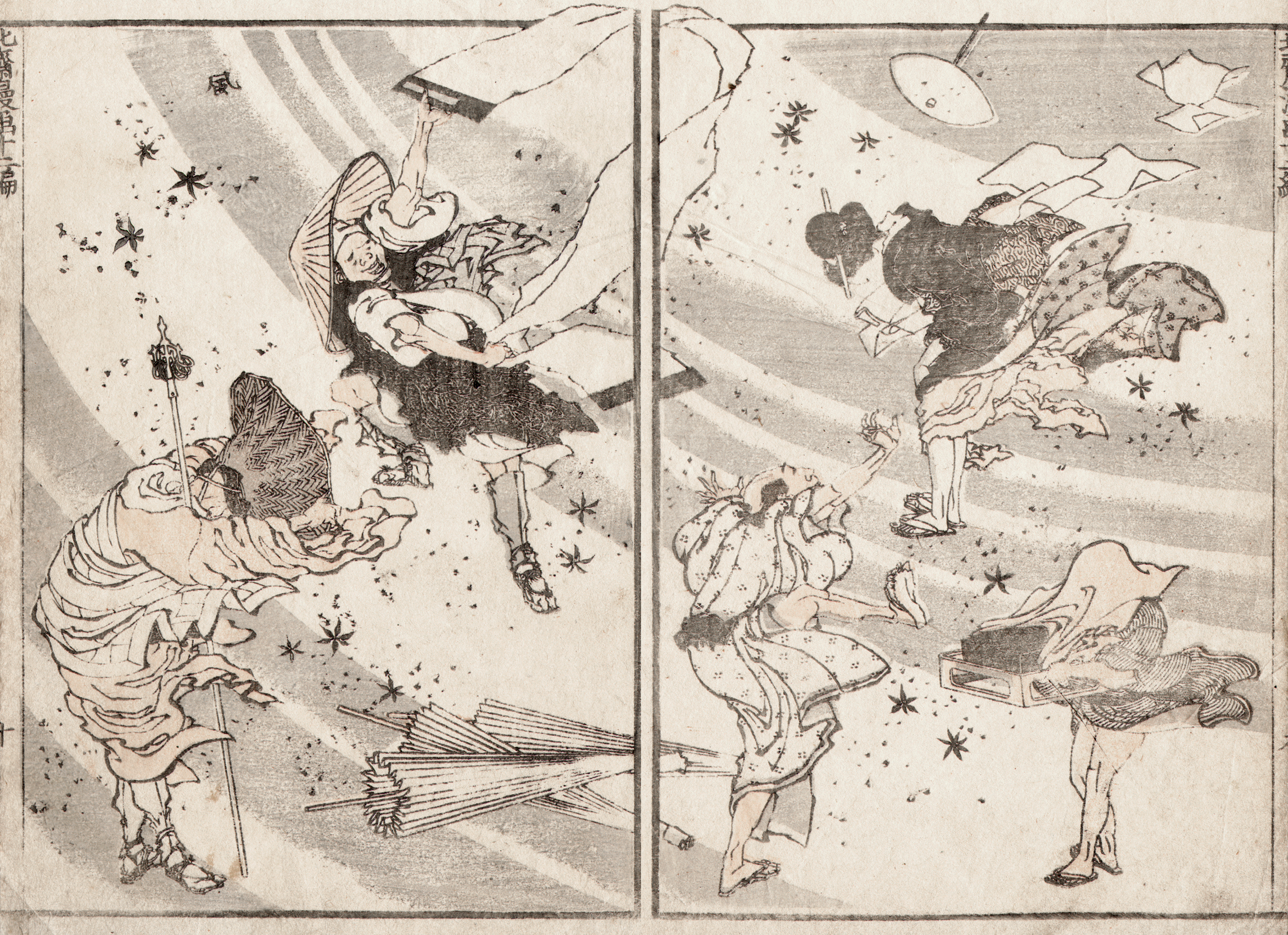
Manga. Drzeworyt Wiatr 1820

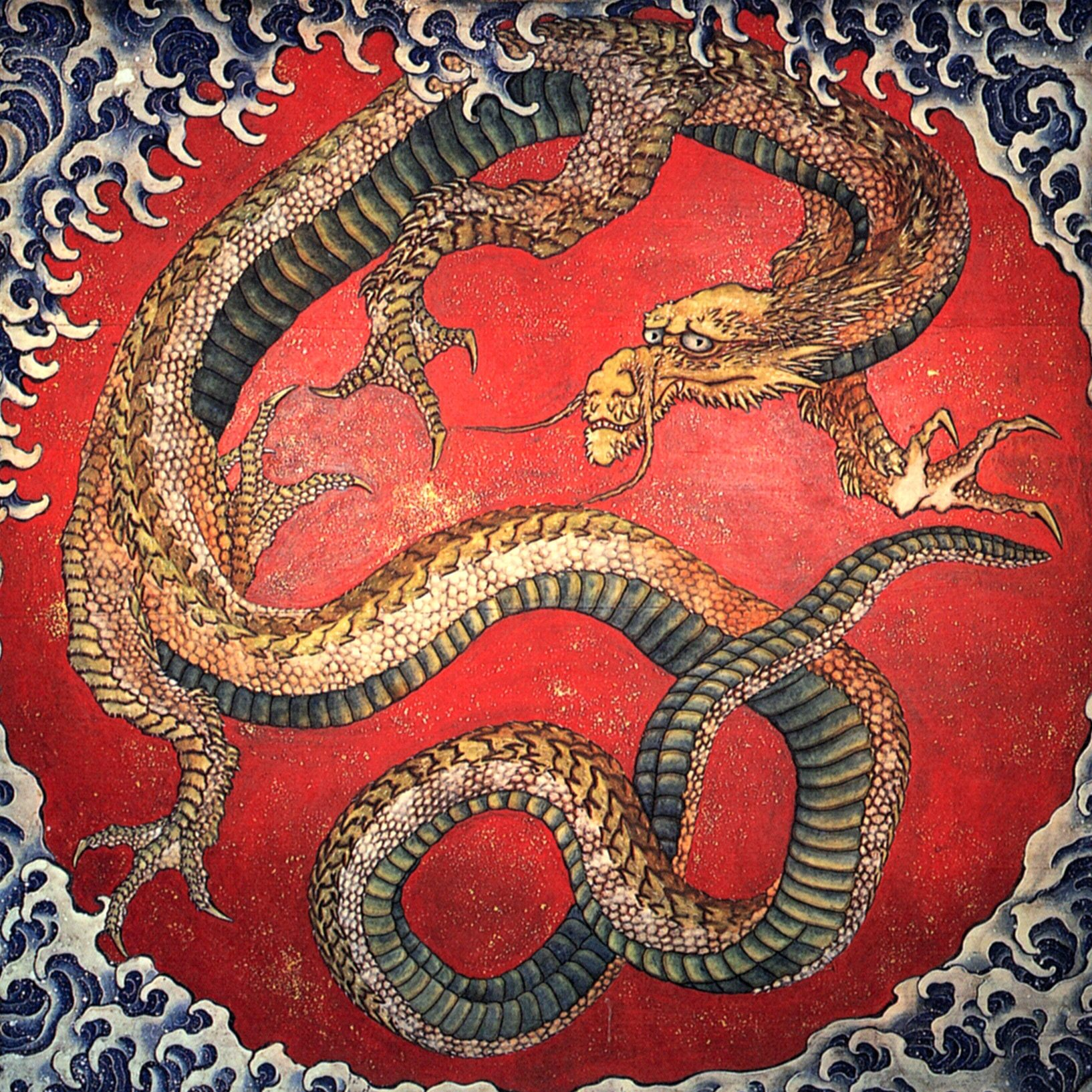
Drzeworyt Smok

Podpisując dzieła posługiwał się wieloma (co najmniej trzydziestoma) pseudonimami, m.in. Shunrō, Sōri, Taito, Manji. Uczył się w pracowni Shunshō. Zasłynął jako niezwykle płodny artysta, świetny rysownik, pejzażysta, ilustrator i karykaturzysta. W swych obrazach zaludnionych najczęściej mnóstwem postaci, odtwarzał ówczesną Japonię. Malarz ten tworzył wizerunki współczesnych sobie poetów. Malował m.in. kwiaty, żółwie, bażanty, koguty, sto poematów, mosty i kaskady. Namówiony przez swoich uczniów wydał 15 tomów szkiców i rysunków pt. Manga (1814).
Jego dzieła wywarły głęboki wpływ na impresjonistów europejskich takich jak Claude Monet i innych. Jego najbardziej znanym dziełem jest cykl drzeworytów ukiyo-e pt. 36 widoków na górę Fudżi, który powstał w latach 1826–1833 w okresie Taito. Składa się on tak naprawdę z 46 grafik (10 zostało dodanych później). Oprócz obrazów i rysunków, stworzył ilustracje do ponad 500 książek, z których część sam napisał.

## Życiorys
- 1760 – Artysta urodził się w Honjo, dzielnicy Edo (dzisiejszego Tokio).
- 1775 – Rozpoczął praktykę w pracowni drzeworytniczej.
- 1778 – Wstąpił do pracowni Shunshō Katsukawy, portrecisty aktorów teatru kabuki.
- 1779 – Wykonał pierwszą rycinę sygnowaną Shunrō. Przez całe lata 80. XVIII wieku zajmował się portretowaniem aktorów i ilustrowaniem książek.
- 1791 – Rozpoczął współpracę z wydawcą Jūzaburō Tsutaya. W latach 90. studiował malarskie style największych szkół artystycznych Japonii.
- 1795 – Po objęciu kierownictwa pracowni Tawaraya, artysta porzucił pseudonim Shunrō i przyjął imię Sōri. Rozpoczął się okres produkcji suri-mono i e-goyomi dla poetów zaprzyjaźnionych kół literackich.
- 1796 – Po raz pierwszy pojawiło się imię Hokusai.
- 1799 – Hokusai zerwał ostatecznie z pracownią Tawaraya. Porzucił pseudonim Sōri i zaczął podpisywać się jako Hokusai.
- 1804 – Wykonał wizerunek Darumy na papierze o powierzchni dwustu metrów kwadratowych w obrębie ogrodzenia świątyni Gokuku na przedmieściach Edo. W tym samym roku siogun zlecił mu wykonanie obrazu.
- 1805 – Rozpoczął współpracę z pisarzem Bakinem, tworząc ilustracje do książek.
- 1810 – Przybrał pseudonim Taito, nie rezygnując z imienia Hokusai. Przez pięć lat podpisywał się jednym i drugim imieniem.
- 1812 – Hokusai udał się do Nagoi na zaproszenie mecenasa Bokusena.
- 1814 – Opublikował pierwszy tom szkiców Manga.
- 1817 – Hokusai namalował gigantycznego Darumę, tym razem w Nagoi, reklamując wydarzenie za pomocą plakatu.
- 1820 – Artysta przybrał imię Iitsu i przez kolejne dziesięciolecie zajmował się prywatnymi publikacjami.
- 1830 – Hokusai zaczął publikację 36 widoków na górę Fuji.
- 1832 – Opublikował cykle: Podróż do wodospadów Japonii, Duże kwiaty i Osiem widoków wysp Ryukyu.
- 1833 – Artysta wydał cykle Tysiąc obrazów morza i Zwierciadło chińskiej i japońskiej poezji.
- 1834 – Hokusai opublikował cykle Niesłynne widoki zwykłych mostów w różnych prowincjach, Małe kwiaty oraz pierwszy tom Stu widoków góry Fuji. Przeniósł się na jakiś czas do Miury, aby uciec przed wierzycielami wnuka. Przyjął pseudonim Manji, którym posługiwał się do końca życia.
- 1835 – Opublikował drugi tom Stu widoków góry Fuji i cykl ze Stu poetów po jednej strofie w obrazach objaśnionych przez piastunkę.
- 1836–1838 – Hokusai wrócił do Edo. Żyjąc w nędzy, sprzedawał swoje rysunki na ulicy.
- 1839 – W wyniku pożaru w mieście artysta stracił dom, a wraz z nim swoje liczne dzieła.
- 1840–1845 – Hokusai odbył kilka podróży do Obuse (miasto w prefekturze Nagano), goszcząc w domu swojego ucznia, bogatego kupca, kaligrafa i malarza Kōzana Takai (1806–1883). Stworzył tam wiele prac, przechowywanych ostatecznie w muzeum poświęconym artyście.
- 1842–1843 – Codziennie wykonywał rysunek lwa, aby oddalić myśli o śmierci.
- 1848 – Hokusai opublikował swoje ostatnie dzieło, Ilustrowaną księgę o użyciu koloru, adresowaną do młodych i początkujących artystów.
- 1849 – Artysta umarł 18 dnia czwartego miesiąca (kalendarza księżycowego). Został pochowany w świątyni w Edo.

## Opublikowane cykle drzeworytów ukiyo-e
- Sto opowieści o duchach, 1831
- 36 widoków góry Fuji, 1830-32
- Wielkie obrazy natury, 1832-33
- Osiem widoków wysp Ryōdō, 1833
- Zwierciadło chińskiej i japońskiej poezji, 1833-34
- Walki bohaterów, 1833-34
- Tysiąc obrazów morza, 1833-34
- Duże kwiaty, 1833-34
- Małe kwiaty, 1834
- Niezwykłe widoki słynnych mostów w różnych prowincjach, ok. 1834
- Niezwykłe widoki słynnych japońskich mostów, ok. 1834
- Niezwykłe widoki znanych krajobrazów, ok. 1834
- Podróż do wodospadów Japonii, 1834-35
- Sto widoków góry Fuji, 1834-35

## Hokusai sam o sobie
Hokusai sam siebie określił mianem „starca opętanego malarstwem”. Na końcowej stronie dwóch tomów Sto widoków góry Fuji Hokusai, mając wówczas siedemdziesiąt pięć lat, napisał o sobie tak:

Jako sześciolatek nabrałem manii rysowania przedmiotów, a od skończenia lat pięćdziesięciu, często publikuję swoje rysunki. Jednak pośród tego, co stworzyłem przez ostatnie siedemdziesiąt lat, nie ma nic godnego uwagi.
W wieku siedemdziesięciu trzech lat pojąłem istotę budowy zwierząt, ptaków, owadów i ryb, a także istotę życia ziół i roślin. Dlatego też, kiedy skończę lat osiemdziesiąt sześć, pójdę dalej. W wieku lat dziewięćdziesięciu jeszcze bardziej zgłębię ich ukryty sens, a kiedy będę miał lat sto, być może osiągnę boski wymiar. Kiedy skończę sto dziesięć lat, najdrobniejsza kreska i kropka będą żyły własnym życiem. Jeśli mógłbym wyrazić jakieś życzenie, to prosiłbym tych, którzy dożyją tego czasu, by sprawdzili, czy to, o czym mówię, okaże się prawdą.

Powiedział też:

Gdyby niebiosa podarowały mi jeszcze dziesięć lat [...]. Gdyby niebiosa podarowały mi chociaż pięć dodatkowych lat życia, zostałbym prawdziwym artystą! (Hokusai)

Nieustannie tworząc, Hokusai dożył osiemdziesięciu ośmiu lat.